# الكدام (سرار)

تعديل مصدري - تعديل

الكدام هي إحدى قرى عزلة سرار بمديرية سرار التابعة لمحافظة أبين، بلغ تعداد سكانها 49 نسمة حسب تعداد اليمن لعام 2004.